# Teleiblea
Teleiblea è una storica emittente televisiva nata nel 1974 a Ragusa, dove tuttora ha sede.

## Storia
Teleiblea fu una di quelle emittenti che riuscirono a delegittimare il monopolio della Rai.
All'epoca non si potevano lanciare immagini via antenne (la legge lo proibiva esplicitamente) ma lo si doveva fare via cavo di casa in casa. Le nascenti TV private invocarono l’articolo 21 della Costituzione Italiana: ogni cittadino può esprimere le proprie idee con qualunque mezzo. La Corte Costituzionale però ribadì il monopolio Rai e la illegittimità di trasmettere via etere.
L'emittente fu fondata a Ragusa da degli imprenditori guidati da Carmelo Recca e dal figlio Antonino a fine novembre del ’74. Recca e il figlio, dopo aver contattato le imprese capaci di fornire impianti e cavi, si resero conto delle evidenti difficoltà tecniche e decisero di trasmettere i programmi non via cavo, come imponeva la legge, ma via antenne. Venne perciò montato, su un traliccio in collina di fronte ad Ibla (il centro cittadino), un trasmettitore di 10 watt sul canale VHF.
Domenica 16 marzo 1975 a Modica era in programma una partita di calcio per il campionato di serie D, il derby provinciale Modica vs. Ragusa. Teleiblea registrò l’intero incontro con la telecronaca del direttore Mario Zagara. La sera stessa l'emittente trasmise la partita nonché il telegiornale con le notizie locali e dopo quattro giorni fu denunciata come da protocollo.
L’avvocato Eugenio Porta preparò la difesa di Teleiblea e il giudice Paolo Occhipinti inviò tutti gli atti alla Corte Costituzionale visto il dubbio di incostituzionalità. L’11 giugno '76 la Corte abolì il monopolio di stato in materia radiotelevisiva anche via etere.
Ad aprile del 1975 vennero assunti Gianni e Mario Papa. I due provenivano da Telebiella dove erano impegnati nella realizzazione di trasmissioni sportive e del telegiornale. Si diede vita a nuove trasmissioni e l’emittente entrò nel tessuto sociale cittadino e regionale.